# Panthera Corporation
Panthera Corporation, nebo jenom Panthera je charitativní organizace věnovaná zachování kočkovitých šelem a jejich ekosystému po celém světě. Založena byla v roce 2006 americkým podnikatelem a ochranářem Thomasem S. Kaplanem. Významnými členy Panthery byli či stále jsou Alan Rabinowitz, George Schaller, Luke Hunter, Howard Quigley a Tom McCarthy. Panthera zaměřuje své úsilí na zachování největších a nejvíce ohrožených kočkovitých šelem: tygrů, lvů, jaguárů a irbisů, a také vytváří rozvojové programy pro ochranu gepardů, levhartů a pum. Organizace má kanceláře v New Yorku a v Londýně.

## Programy a projekty
Panthera pracuje v partnerství s místními a mezinárodními nevládními organizacemi, vědeckými institucemi a vládními agenturami, aby rozvíjeli a realizovali projekty a strategie na zachování vzácných druhů. Organizace také vytvořila řadu grantů na podporu perspektivních oborů ochrany přírody. Panthera považuje velké kočky za tzv. deštníkové druhy, což znamená, že jejich ochrana je zároveň ochranou celého ekosystému, který je na velkých šelmách závislý. Cílem Panthery je zachovat jádrové oblasti a udržovat biologické a genetické koridory, které je propojují.